# Томасова летећа веверица
Томасова летећа веверица (лат. Aeromys thomasi) је сисар из реда глодара (Rodentia) и породице веверица (Sciuridae). 

## Распрострањење
Ареал врсте је ограничен на мањи број држава. Врста је присутна у Малезији, Индонезији и Брунеју.

## Станиште
Станиште врсте су шуме. Врста је присутна на подручју острва Борнео у Индонезији. 

## Угроженост
Подаци о распрострањености ове врсте су недовољни.